# Walmara
Walmara (aussi Wolmera ou Welmera ; en oromo : Walmaraa) est un woreda du centre de l'Éthiopie situé dans la zone spéciale Oromia-Finfinnee de la région Oromia. Walmara est le district principalement rural qui entoure la ville de Holeta. Il a 83 823 habitants en 2007 et son centre administratif est Menagesha. La forêt nationale de Menagesha est connue comme l'un des tout premiers efforts de conservation de la nature en Éthiopie.

## Situation
Le woreda Walmara a pour centre administratif la localité de Menagesha située environ 25 km à l'ouest d'Addis-Abeba, à une dizaine de kilomètres de Holeta, vers 2 500 m d'altitude.
La forêt nationale de Menagesha se trouve une quinzaine de kilomètres au sud de Menagesha.
Ancienne extrémité orientale de la zone Ouest Shewa, le woreda Walmara était limitrophe de la zone Sud-Ouest Shewa, de la zone Nord Shewa de la région Oromia et de la région d'Addis-Abeba, jusqu'à son rattachement en 2008[réf. souhaitée] à la zone spéciale Oromia-Finfinnee.
| Adda Berga            | Mulo         | Sululta                    |
| Ejere                 | Walmara      | Addis-Abeba (ville-région) |
|                       | Sebeta Hawas |                            |
| Enclave : Holeta Town |              |                            |

## Population
Le recensement national de 2007 fait état d'une population de 83 823 habitants pour ce woreda dont 4 % de citadins qui sont les 3 352 habitants de Menagesha. La majorité des habitants du woreda (87 %) sont orthodoxes, 6 % sont de religions traditionnelles africaines et 5 % sont protestants.
En 2022, la population du woreda est estimée à 119 458 personnes avec une densité de population de 182 personnes par km2 et 656 km2 de superficie.